# Роджер Шепард
Ро́джер Ше́пард (30 січня 1929, Пало-Альто, Каліфорнія — 30 травня 2022, Тусон, Аризона) — американський психолог, когнітивіст.
Захистив докторську дисертацію в Єльському університеті (1955) під керівництвом Карла Говланда, продовжив дослідження у Гарварді з Джорджем Міллером. Працював у Bell Labs (1958-66), потому професором у Гарварді (1966); професор у Стенфордському університеті з 1968 року.
Найбільш відомий завдяки своїм дослідженням просторових репрезентацій: ментальних поворотів, ілюзії сприйняття. Винайшов звукову ілюзію — Тон Шепарда. Автор універсального закону генералізації. Опублікував понад 30 наукових і технічних праць про людське сприйняття і пам'ять та методи обробки даних для виявлення подібності між двома великими масивами даних.
У 1995 році отримав Національну наукову медаль США за внесок у когнітивну науку. Лауреат Призу Румельгарта за дослідження теоретичних засад людського сприйняття (2006).
Один із засновників некомерційної дослідницької організації «Kira Institute».

## Окремі публікації
- Shepard, R. (1982, with Lynn Cooper) Mental Images and Their Transformation
- Shepard, R. (1990). Mind Sights: Original Visual Illusions, Ambiguities, and Other Anomalies, with a Commentary on the Play of Mind in Perception and Art. New York: Freeman.
- Роджер Шепард, Жаклин Метцлер. Мысленное вращение трехмерных фигур